# París-Niza 2015
La 73.ª edición de la competición ciclista París-Niza se celebró en Francia entre el 8 y el 15 de marzo de 2015.
La carrera comenzó con un prólogo de 6,7 km en Maurepas en el departamento de Yvelines, finalizando como es habitual en Niza; este año recuperó la cronoescalada al Col d'Èze.
Fue la segunda prueba del UCI WorldTour 2015.
La carrera fue ganada por Richie Porte gracias a su victoria en la última etapa, que le valió para recuperar el tiempo perdido respecto al hasta entonces líder, el francés Tony Gallopin. Porte estuvo acompañado en el podio por Michał Kwiatkowski (vencedor de la clasificación de los jóvenes) y Simon Špilak, ambos a medio minuto del vencedor. 
Los ganadores de las clasificaciones secundarias fueron Michael Matthews (puntos, quien además se hizo con una etapa), Thomas De Gendt (montaña) y Sky (equipos).

## Recorrido
Siguiendo el acuerdo vigente desde 2010, la Carrera del Sol empezó en el departamento de Yvelines, este año con un prólogo de 6,7 km en Maurepas. Las tres etapas siguientes se presentaron favorable a los esprínteres y ventosas. La cuarta etapa fue la etapa reina, con llegada en la cumbre de la subida de la Croix de Chaubouret (10 km a 6,7 %), primera subida de 1.ª categoría de la carrera. Después de una etapa bastante ondulada, los corredores llegaron a Niza con una etapa que se compuso de tres puertos de 2.ª categoría y tres de 1.ª categoría. La carrera acabó con una contrarreloj en las rampas del col d'Èze.

## Equipos participantes
- Para la nómina de participantes véase: Participantes de la París-Niza 2015

Tomaron parte en la carrera 20 equipos: las 17 de categoría UCI ProTeam, más los 3 equipos franceses de categoría Profesional Continental invitados por la organización (Cofidis, Solutions Crédits, Team Europcar y Bretagne-Séché Environnement). Formando así un pelotón de 160 ciclistas, de 8 corredores cada equipo, de los que acabaron 105. Los equipos participantes fueron:
| WorldTeams (17)- AG2R La Mondiale - Astana - BMC Racing Team - Cannondale-Garmin - Etixx-Quick Step - FDJ - Giant-Alpecin - IAM Cycling - Katusha - Lampre-Merida - Lotto NL-Jumbo - Lotto-Soudal - Movistar Team - Orica-GreenEDGE - Sky - Tinkoff-Saxo - Trek Factory Racing Equipos continentales profesionales (3)- Bretagne-Séché Environnement - Cofidis, Solutions Crédits - Europcar |
| |

## Etapas
La París-Niza 2019 constó de ocho etapas, repartidas en un prólogo individual, tres etapas llanas, dos de media montaña, una etapa de montaña y una contrarreloj individual para un recorrido total de 1144,7 kilómetros.
| Etapa     | Fecha     | Recorrido                                           | type                    | Distancia (km) | Ganador            | Líder              |
| --------- | --------- | --------------------------------------------------- | ----------------------- | -------------- | ------------------ | ------------------ |
| Prólogo   | 8 de mar  | Maurepas – Maurepas                                 | prólogo                 | 6,7            | Michał Kwiatkowski | Michał Kwiatkowski |
| 1.ª etapa | 9 de mar  | Saint-Rémy-lès-Chevreuse – Contres                  | etapa llana             | 196,5          | Alexander Kristoff | Michał Kwiatkowski |
| 2.ª etapa | 10 de mar | Saint-Aignan – Saint-Amand-Montrond                 | etapa llana             | 172            | André Greipel      | Michał Kwiatkowski |
| 3.ª etapa | 11 de mar | Saint-Amand-Montrond – Saint-Pourçain-sur-Sioule    | etapa llana             | 179            | Michael Matthews   | Michael Matthews   |
| 4.ª etapa | 12 de mar | Varennes-sur-Allier – Col de la Croix de Chaubouret | etapa de montaña        | 204            | Richie Porte       | Michał Kwiatkowski |
| 5.ª etapa | 13 de mar | Saint-Étienne – Rasteau                             | etapa escarpada         | 192,5          | Davide Cimolai     | Michał Kwiatkowski |
| 6.ª etapa | 14 de mar | Vence – Niza                                        | etapa de media montaña  | 184,5          | Tony Gallopin      | Tony Gallopin      |
| 7.ª etapa | 15 de mar | Niza – Col d'Èze                                    | contrarreloj individual | 9,5            | Richie Porte       | Richie Porte       |

## Desarrollo de la carrera

### Prólogo
| Maurepas - Maurepas | prólogo | (6,7 km) |

| \| Clasificación de la etapa \| Clasificación de la etapa \| Clasificación de la etapa \| Clasificación de la etapa \| Clasificación de la etapa \| \| Ciclista \| Ciclista \| Equipo \| Tiempo \| \| \| ------------------------- \| ------------------------- \| ------------------------- \| ------------------------- \| ------------------------- \| \| 1.º \| Michał Kwiatkowski \| Etixx-Quick Step \| 7 min 40 s \| \| \| 2.º \| Rohan Dennis \| BMC Racing Team \| + 0 s \| \| \| 3.º \| Tony Martin \| Etixx-Quick Step \| + 7 s \| \| \| 4.º \| Luis León Sánchez \| Astana \| + 10 s \| \| \| 5.º \| Lars Boom \| Astana \| + 10 s \| \| \| 6.º \| John Degenkolb \| Giant-Alpecin \| + 10 s \| \| \| 7.º \| Sylvain Chavanel \| IAM Cycling \| + 10 s \| \| \| 8.º \| Michael Matthews \| Orica-GreenEDGE \| + 12 s \| \| \| 9.º \| Tom Dumoulin \| Giant-Alpecin \| + 13 s \| \| \| 10.º \| Geraint Thomas \| Team Sky \| + 14 s \| \| |                    |                  |            |
| |                    |                  |            |
| |                    |                  |            |
| Clasificación de la etapa |                    |                  |            |
| Ciclista | Ciclista           | Equipo           | Tiempo     |
| 1.º | Michał Kwiatkowski | Etixx-Quick Step | 7 min 40 s |
| 2.º | Rohan Dennis       | BMC Racing Team  | + 0 s      |
| 3.º | Tony Martin        | Etixx-Quick Step | + 7 s      |
| 4.º | Luis León Sánchez  | Astana           | + 10 s     |
| 5.º | Lars Boom          | Astana           | + 10 s     |
| 6.º | John Degenkolb     | Giant-Alpecin    | + 10 s     |
| 7.º | Sylvain Chavanel   | IAM Cycling      | + 10 s     |
| 8.º | Michael Matthews   | Orica-GreenEDGE  | + 12 s     |
| 9.º | Tom Dumoulin       | Giant-Alpecin    | + 13 s     |
| 10.º | Geraint Thomas     | Team Sky         | + 14 s     |

| \| Clasificación general \| Clasificación general \| Clasificación general \| Clasificación general \| Clasificación general \| \| Ciclista \| Ciclista \| Equipo \| Tiempo \| \| \| --------------------- \| --------------------- \| --------------------- \| --------------------- \| --------------------- \| \| 1.º \| Michał Kwiatkowski \| Etixx-Quick Step \| 7 min 40 s \| \| \| 2.º \| Rohan Dennis \| BMC Racing Team \| + 0 s \| \| \| 3.º \| Tony Martin \| Etixx-Quick Step \| + 7 s \| \| \| 4.º \| Luis León Sánchez \| Astana \| + 10 s \| \| \| 5.º \| Lars Boom \| Astana \| + 10 s \| \| \| 6.º \| John Degenkolb \| Giant-Alpecin \| + 10 s \| \| \| 7.º \| Sylvain Chavanel \| IAM Cycling \| + 10 s \| \| \| 8.º \| Michael Matthews \| Orica-GreenEDGE \| + 12 s \| \| \| 9.º \| Tom Dumoulin \| Giant-Alpecin \| + 13 s \| \| \| 10.º \| Geraint Thomas \| Team Sky \| + 14 s \| \| |                    |                  |            |
| |                    |                  |            |
| |                    |                  |            |
| Clasificación general |                    |                  |            |
| Ciclista | Ciclista           | Equipo           | Tiempo     |
| 1.º | Michał Kwiatkowski | Etixx-Quick Step | 7 min 40 s |
| 2.º | Rohan Dennis       | BMC Racing Team  | + 0 s      |
| 3.º | Tony Martin        | Etixx-Quick Step | + 7 s      |
| 4.º | Luis León Sánchez  | Astana           | + 10 s     |
| 5.º | Lars Boom          | Astana           | + 10 s     |
| 6.º | John Degenkolb     | Giant-Alpecin    | + 10 s     |
| 7.º | Sylvain Chavanel   | IAM Cycling      | + 10 s     |
| 8.º | Michael Matthews   | Orica-GreenEDGE  | + 12 s     |
| 9.º | Tom Dumoulin       | Giant-Alpecin    | + 13 s     |
| 10.º | Geraint Thomas     | Team Sky         | + 14 s     |

### Etapa 1
| Saint-Rémy-lès-Chevreuse - Contres | etapa llana | (196,5 km) |

| \| Clasificación de la etapa \| Clasificación de la etapa \| Clasificación de la etapa \| Clasificación de la etapa \| Clasificación de la etapa \| \| Ciclista \| Ciclista \| Equipo \| Tiempo \| \| \| ------------------------- \| ------------------------- \| -------------------------- \| ------------------------- \| ------------------------- \| \| 1.º \| Alexander Kristoff \| Katusha \| 5 h 15 min 18 s \| \| \| 2.º \| Nacer Bouhanni \| Cofidis, Solutions Crédits \| + 0 s \| \| \| 3.º \| Bryan Coquard \| Team Europcar \| + 0 s \| \| \| 4.º \| Heinrich Haussler \| IAM Cycling \| + 0 s \| \| \| 5.º \| Giacomo Nizzolo \| Trek Factory Racing \| + 0 s \| \| \| 6.º \| José Joaquín Rojas \| Movistar Team \| + 0 s \| \| \| 7.º \| Moreno Hofland \| LottoNL-Jumbo \| + 0 s \| \| \| 8.º \| Niccolò Bonifazio \| Lampre-Merida \| + 0 s \| \| \| 9.º \| Benjamin Swift \| Team Sky \| + 0 s \| \| \| 10.º \| Michael Matthews \| Orica-GreenEDGE \| + 0 s \| \| |                    |                            |                 |
| |                    |                            |                 |
| |                    |                            |                 |
| Clasificación de la etapa |                    |                            |                 |
| Ciclista | Ciclista           | Equipo                     | Tiempo          |
| 1.º | Alexander Kristoff | Katusha                    | 5 h 15 min 18 s |
| 2.º | Nacer Bouhanni     | Cofidis, Solutions Crédits | + 0 s           |
| 3.º | Bryan Coquard      | Team Europcar              | + 0 s           |
| 4.º | Heinrich Haussler  | IAM Cycling                | + 0 s           |
| 5.º | Giacomo Nizzolo    | Trek Factory Racing        | + 0 s           |
| 6.º | José Joaquín Rojas | Movistar Team              | + 0 s           |
| 7.º | Moreno Hofland     | LottoNL-Jumbo              | + 0 s           |
| 8.º | Niccolò Bonifazio  | Lampre-Merida              | + 0 s           |
| 9.º | Benjamin Swift     | Team Sky                   | + 0 s           |
| 10.º | Michael Matthews   | Orica-GreenEDGE            | + 0 s           |

| \| Clasificación general \| Clasificación general \| Clasificación general \| Clasificación general \| Clasificación general \| \| Ciclista \| Ciclista \| Equipo \| Tiempo \| \| \| --------------------- \| --------------------- \| --------------------- \| --------------------- \| --------------------- \| \| 1.º \| Michał Kwiatkowski \| Etixx-Quick Step \| 5 h 22 min 58 s \| \| \| 2.º \| Rohan Dennis \| BMC Racing Team \| + 0 s \| \| \| 3.º \| Tony Martin \| Etixx-Quick Step \| + 7 s \| \| \| 4.º \| John Degenkolb \| Giant-Alpecin \| + 9 s \| \| \| 5.º \| Luis León Sánchez \| Astana \| + 10 s \| \| \| 6.º \| Lars Boom \| Astana \| + 10 s \| \| \| 7.º \| Michael Matthews \| Orica-GreenEDGE \| + 10 s \| \| \| 8.º \| Sylvain Chavanel \| IAM Cycling \| + 10 s \| \| \| 9.º \| Tom Dumoulin \| Giant-Alpecin \| + 13 s \| \| \| 10.º \| Geraint Thomas \| Team Sky \| + 13 s \| \| |                    |                  |                 |
| |                    |                  |                 |
| |                    |                  |                 |
| Clasificación general |                    |                  |                 |
| Ciclista | Ciclista           | Equipo           | Tiempo          |
| 1.º | Michał Kwiatkowski | Etixx-Quick Step | 5 h 22 min 58 s |
| 2.º | Rohan Dennis       | BMC Racing Team  | + 0 s           |
| 3.º | Tony Martin        | Etixx-Quick Step | + 7 s           |
| 4.º | John Degenkolb     | Giant-Alpecin    | + 9 s           |
| 5.º | Luis León Sánchez  | Astana           | + 10 s          |
| 6.º | Lars Boom          | Astana           | + 10 s          |
| 7.º | Michael Matthews   | Orica-GreenEDGE  | + 10 s          |
| 8.º | Sylvain Chavanel   | IAM Cycling      | + 10 s          |
| 9.º | Tom Dumoulin       | Giant-Alpecin    | + 13 s          |
| 10.º | Geraint Thomas     | Team Sky         | + 13 s          |

### Etapa 2
| Saint-Aignan - Saint-Amand-Montrond | etapa llana | (172 km) |

| \| Clasificación de la etapa \| Clasificación de la etapa \| Clasificación de la etapa \| Clasificación de la etapa \| Clasificación de la etapa \| \| Ciclista \| Ciclista \| Equipo \| Tiempo \| \| \| ------------------------- \| ------------------------- \| -------------------------- \| ------------------------- \| ------------------------- \| \| 1.º \| André Greipel \| Lotto-Soudal \| 4 h 30 min 18 s \| \| \| 2.º \| Arnaud Démare \| FDJ \| + 0 s \| \| \| 3.º \| John Degenkolb \| Giant-Alpecin \| + 0 s \| \| \| 4.º \| Michael Matthews \| Orica-GreenEDGE \| + 0 s \| \| \| 5.º \| José Joaquín Rojas \| Movistar Team \| + 0 s \| \| \| 6.º \| Nacer Bouhanni \| Cofidis, Solutions Crédits \| + 0 s \| \| \| 7.º \| Moreno Hofland \| LottoNL-Jumbo \| + 0 s \| \| \| 8.º \| Alexander Kristoff \| Katusha \| + 0 s \| \| \| 9.º \| Jonas Van Genechten \| IAM Cycling \| + 0 s \| \| \| 10.º \| Niccolò Bonifazio \| Lampre-Merida \| + 0 s \| \| |                     |                            |                 |
| |                     |                            |                 |
| |                     |                            |                 |
| Clasificación de la etapa |                     |                            |                 |
| Ciclista | Ciclista            | Equipo                     | Tiempo          |
| 1.º | André Greipel       | Lotto-Soudal               | 4 h 30 min 18 s |
| 2.º | Arnaud Démare       | FDJ                        | + 0 s           |
| 3.º | John Degenkolb      | Giant-Alpecin              | + 0 s           |
| 4.º | Michael Matthews    | Orica-GreenEDGE            | + 0 s           |
| 5.º | José Joaquín Rojas  | Movistar Team              | + 0 s           |
| 6.º | Nacer Bouhanni      | Cofidis, Solutions Crédits | + 0 s           |
| 7.º | Moreno Hofland      | LottoNL-Jumbo              | + 0 s           |
| 8.º | Alexander Kristoff  | Katusha                    | + 0 s           |
| 9.º | Jonas Van Genechten | IAM Cycling                | + 0 s           |
| 10.º | Niccolò Bonifazio   | Lampre-Merida              | + 0 s           |

| \| Clasificación general \| Clasificación general \| Clasificación general \| Clasificación general \| Clasificación general \| \| Ciclista \| Ciclista \| Equipo \| Tiempo \| \| \| --------------------- \| --------------------- \| --------------------- \| --------------------- \| --------------------- \| \| 1.º \| Michał Kwiatkowski \| Etixx-Quick Step \| 9 h 53 min 16 s \| \| \| 2.º \| Rohan Dennis \| BMC Racing Team \| + 0 s \| \| \| 3.º \| John Degenkolb \| Giant-Alpecin \| + 2 s \| \| \| 4.º \| Tony Martin \| Etixx-Quick Step \| + 7 s \| \| \| 5.º \| Michael Matthews \| Orica-GreenEDGE \| + 9 s \| \| \| 6.º \| Luis León Sánchez \| Astana \| + 10 s \| \| \| 7.º \| Lars Boom \| Astana \| + 10 s \| \| \| 8.º \| Sylvain Chavanel \| IAM Cycling \| + 10 s \| \| \| 9.º \| Tom Dumoulin \| Giant-Alpecin \| + 13 s \| \| \| 10.º \| Geraint Thomas \| Team Sky \| + 13 s \| \| |                    |                  |                 |
| |                    |                  |                 |
| |                    |                  |                 |
| Clasificación general |                    |                  |                 |
| Ciclista | Ciclista           | Equipo           | Tiempo          |
| 1.º | Michał Kwiatkowski | Etixx-Quick Step | 9 h 53 min 16 s |
| 2.º | Rohan Dennis       | BMC Racing Team  | + 0 s           |
| 3.º | John Degenkolb     | Giant-Alpecin    | + 2 s           |
| 4.º | Tony Martin        | Etixx-Quick Step | + 7 s           |
| 5.º | Michael Matthews   | Orica-GreenEDGE  | + 9 s           |
| 6.º | Luis León Sánchez  | Astana           | + 10 s          |
| 7.º | Lars Boom          | Astana           | + 10 s          |
| 8.º | Sylvain Chavanel   | IAM Cycling      | + 10 s          |
| 9.º | Tom Dumoulin       | Giant-Alpecin    | + 13 s          |
| 10.º | Geraint Thomas     | Team Sky         | + 13 s          |

### Etapa 3
| Saint-Amand-Montrond - Saint-Pourçain-sur-Sioule | etapa llana | (179 km) |

| \| Clasificación de la etapa \| Clasificación de la etapa \| Clasificación de la etapa \| Clasificación de la etapa \| Clasificación de la etapa \| \| Ciclista \| Ciclista \| Equipo \| Tiempo \| \| \| ------------------------- \| ------------------------- \| -------------------------- \| ------------------------- \| ------------------------- \| \| 1.º \| Michael Matthews \| Orica-GreenEDGE \| 4 h 32 min 12 s \| \| \| 2.º \| Davide Cimolai \| Lampre-Merida \| + 0 s \| \| \| 3.º \| Giacomo Nizzolo \| Trek Factory Racing \| + 0 s \| \| \| 4.º \| Alexander Kristoff \| Katusha \| + 0 s \| \| \| 5.º \| José Joaquín Rojas \| Movistar Team \| + 0 s \| \| \| 6.º \| Matti Breschel \| Tinkoff-Saxo \| + 0 s \| \| \| 7.º \| Moreno Hofland \| LottoNL-Jumbo \| + 0 s \| \| \| 8.º \| Nacer Bouhanni \| Cofidis, Solutions Crédits \| + 0 s \| \| \| 9.º \| Bryan Coquard \| Team Europcar \| + 0 s \| \| \| 10.º \| Arnaud Démare \| FDJ \| + 0 s \| \| |                    |                            |                 |
| |                    |                            |                 |
| |                    |                            |                 |
| Clasificación de la etapa |                    |                            |                 |
| Ciclista | Ciclista           | Equipo                     | Tiempo          |
| 1.º | Michael Matthews   | Orica-GreenEDGE            | 4 h 32 min 12 s |
| 2.º | Davide Cimolai     | Lampre-Merida              | + 0 s           |
| 3.º | Giacomo Nizzolo    | Trek Factory Racing        | + 0 s           |
| 4.º | Alexander Kristoff | Katusha                    | + 0 s           |
| 5.º | José Joaquín Rojas | Movistar Team              | + 0 s           |
| 6.º | Matti Breschel     | Tinkoff-Saxo               | + 0 s           |
| 7.º | Moreno Hofland     | LottoNL-Jumbo              | + 0 s           |
| 8.º | Nacer Bouhanni     | Cofidis, Solutions Crédits | + 0 s           |
| 9.º | Bryan Coquard      | Team Europcar              | + 0 s           |
| 10.º | Arnaud Démare      | FDJ                        | + 0 s           |

| \| Clasificación general \| Clasificación general \| Clasificación general \| Clasificación general \| Clasificación general \| \| Ciclista \| Ciclista \| Equipo \| Tiempo \| \| \| --------------------- \| --------------------- \| --------------------- \| --------------------- \| --------------------- \| \| 1.º \| Michael Matthews \| Orica-GreenEDGE \| 14 h 25 min 27 s \| \| \| 2.º \| Michał Kwiatkowski \| Etixx-Quick Step \| + 1 s \| \| \| 3.º \| Rohan Dennis \| BMC Racing Team \| + 1 s \| \| \| 4.º \| John Degenkolb \| Giant-Alpecin \| + 3 s \| \| \| 5.º \| Tony Martin \| Etixx-Quick Step \| + 8 s \| \| \| 6.º \| Luis León Sánchez \| Astana \| + 11 s \| \| \| 7.º \| Sylvain Chavanel \| IAM Cycling \| + 11 s \| \| \| 8.º \| Tom Dumoulin \| Giant-Alpecin \| + 14 s \| \| \| 9.º \| Geraint Thomas \| Team Sky \| + 14 s \| \| \| 10.º \| Philippe Gilbert \| BMC Racing Team \| + 14 s \| \| |                    |                  |                  |
| |                    |                  |                  |
| |                    |                  |                  |
| Clasificación general |                    |                  |                  |
| Ciclista | Ciclista           | Equipo           | Tiempo           |
| 1.º | Michael Matthews   | Orica-GreenEDGE  | 14 h 25 min 27 s |
| 2.º | Michał Kwiatkowski | Etixx-Quick Step | + 1 s            |
| 3.º | Rohan Dennis       | BMC Racing Team  | + 1 s            |
| 4.º | John Degenkolb     | Giant-Alpecin    | + 3 s            |
| 5.º | Tony Martin        | Etixx-Quick Step | + 8 s            |
| 6.º | Luis León Sánchez  | Astana           | + 11 s           |
| 7.º | Sylvain Chavanel   | IAM Cycling      | + 11 s           |
| 8.º | Tom Dumoulin       | Giant-Alpecin    | + 14 s           |
| 9.º | Geraint Thomas     | Team Sky         | + 14 s           |
| 10.º | Philippe Gilbert   | BMC Racing Team  | + 14 s           |

### Etapa 4
| Varennes-sur-Allier - Col de la Croix de Chaubouret | etapa de montaña | (204 km) |

| \| Clasificación de la etapa \| Clasificación de la etapa \| Clasificación de la etapa \| Clasificación de la etapa \| Clasificación de la etapa \| \| Ciclista \| Ciclista \| Equipo \| Tiempo \| \| \| ------------------------- \| ------------------------- \| ------------------------- \| ------------------------- \| ------------------------- \| \| 1.º \| Richie Porte \| Team Sky \| 5 h 18 min 30 s \| \| \| 2.º \| Geraint Thomas \| Team Sky \| + 0 s \| \| \| 3.º \| Michał Kwiatkowski \| Etixx-Quick Step \| + 8 s \| \| \| 4.º \| Jakob Fuglsang \| Astana \| + 8 s \| \| \| 5.º \| Tejay van Garderen \| BMC Racing Team \| + 17 s \| \| \| 6.º \| Rui Alberto Costa \| Lampre-Merida \| + 24 s \| \| \| 7.º \| Tony Gallopin \| Lotto-Soudal \| + 24 s \| \| \| 8.º \| Fabio Aru \| Astana \| + 24 s \| \| \| 9.º \| Rafa Valls \| Lampre-Merida \| + 24 s \| \| \| 10.º \| Simon Špilak \| Katusha \| + 24 s \| \| |                    |                  |                 |
| |                    |                  |                 |
| |                    |                  |                 |
| Clasificación de la etapa |                    |                  |                 |
| Ciclista | Ciclista           | Equipo           | Tiempo          |
| 1.º | Richie Porte       | Team Sky         | 5 h 18 min 30 s |
| 2.º | Geraint Thomas     | Team Sky         | + 0 s           |
| 3.º | Michał Kwiatkowski | Etixx-Quick Step | + 8 s           |
| 4.º | Jakob Fuglsang     | Astana           | + 8 s           |
| 5.º | Tejay van Garderen | BMC Racing Team  | + 17 s          |
| 6.º | Rui Alberto Costa  | Lampre-Merida    | + 24 s          |
| 7.º | Tony Gallopin      | Lotto-Soudal     | + 24 s          |
| 8.º | Fabio Aru          | Astana           | + 24 s          |
| 9.º | Rafa Valls         | Lampre-Merida    | + 24 s          |
| 10.º | Simon Špilak       | Katusha          | + 24 s          |

| \| Clasificación general \| Clasificación general \| Clasificación general \| Clasificación general \| Clasificación general \| \| Ciclista \| Ciclista \| Equipo \| Tiempo \| \| \| --------------------- \| --------------------- \| --------------------- \| --------------------- \| --------------------- \| \| 1.º \| Michał Kwiatkowski \| Etixx-Quick Step \| 19 h 44 min 11 s \| \| \| 2.º \| Richie Porte \| Team Sky \| + 1 s \| \| \| 3.º \| Geraint Thomas \| Team Sky \| + 3 s \| \| \| 4.º \| Tejay van Garderen \| BMC Racing Team \| + 27 s \| \| \| 5.º \| Jakob Fuglsang \| Astana \| + 32 s \| \| \| 6.º \| Tony Gallopin \| Lotto-Soudal \| + 38 s \| \| \| 7.º \| Rui Alberto Costa \| Lampre-Merida \| + 41 s \| \| \| 8.º \| Gorka Izagirre \| Movistar Team \| + 44 s \| \| \| 9.º \| Tiago Machado \| Katusha \| + 50 s \| \| \| 10.º \| Rafa Valls \| Lampre-Merida \| + 51 s \| \| |                    |                  |                  |
| |                    |                  |                  |
| |                    |                  |                  |
| Clasificación general |                    |                  |                  |
| Ciclista | Ciclista           | Equipo           | Tiempo           |
| 1.º | Michał Kwiatkowski | Etixx-Quick Step | 19 h 44 min 11 s |
| 2.º | Richie Porte       | Team Sky         | + 1 s            |
| 3.º | Geraint Thomas     | Team Sky         | + 3 s            |
| 4.º | Tejay van Garderen | BMC Racing Team  | + 27 s           |
| 5.º | Jakob Fuglsang     | Astana           | + 32 s           |
| 6.º | Tony Gallopin      | Lotto-Soudal     | + 38 s           |
| 7.º | Rui Alberto Costa  | Lampre-Merida    | + 41 s           |
| 8.º | Gorka Izagirre     | Movistar Team    | + 44 s           |
| 9.º | Tiago Machado      | Katusha          | + 50 s           |
| 10.º | Rafa Valls         | Lampre-Merida    | + 51 s           |

### Etapa 5
| Saint-Étienne - Rasteau | etapa escarpada | (192,5 km) |

| \| Clasificación de la etapa \| Clasificación de la etapa \| Clasificación de la etapa \| Clasificación de la etapa \| Clasificación de la etapa \| \| Ciclista \| Ciclista \| Equipo \| Tiempo \| \| \| ------------------------- \| ------------------------- \| ---------------------------- \| ------------------------- \| ------------------------- \| \| 1.º \| Davide Cimolai \| Lampre-Merida \| 4 h 12 min 09 s \| \| \| 2.º \| Bryan Coquard \| Team Europcar \| + 0 s \| \| \| 3.º \| Michael Matthews \| Orica-GreenEDGE \| + 0 s \| \| \| 4.º \| Nacer Bouhanni \| Cofidis, Solutions Crédits \| + 0 s \| \| \| 5.º \| José Joaquín Rojas \| Movistar Team \| + 0 s \| \| \| 6.º \| Alexander Kristoff \| Katusha \| + 0 s \| \| \| 7.º \| Matti Breschel \| Tinkoff-Saxo \| + 0 s \| \| \| 8.º \| Daniel McLay \| Bretagne-Séché Environnement \| + 0 s \| \| \| 9.º \| Samuel Dumoulin \| AG2R La Mondiale \| + 0 s \| \| \| 10.º \| Sylvain Chavanel \| IAM Cycling \| + 0 s \| \| |                    |                              |                 |
| |                    |                              |                 |
| |                    |                              |                 |
| Clasificación de la etapa |                    |                              |                 |
| Ciclista | Ciclista           | Equipo                       | Tiempo          |
| 1.º | Davide Cimolai     | Lampre-Merida                | 4 h 12 min 09 s |
| 2.º | Bryan Coquard      | Team Europcar                | + 0 s           |
| 3.º | Michael Matthews   | Orica-GreenEDGE              | + 0 s           |
| 4.º | Nacer Bouhanni     | Cofidis, Solutions Crédits   | + 0 s           |
| 5.º | José Joaquín Rojas | Movistar Team                | + 0 s           |
| 6.º | Alexander Kristoff | Katusha                      | + 0 s           |
| 7.º | Matti Breschel     | Tinkoff-Saxo                 | + 0 s           |
| 8.º | Daniel McLay       | Bretagne-Séché Environnement | + 0 s           |
| 9.º | Samuel Dumoulin    | AG2R La Mondiale             | + 0 s           |
| 10.º | Sylvain Chavanel   | IAM Cycling                  | + 0 s           |

| \| Clasificación general \| Clasificación general \| Clasificación general \| Clasificación general \| Clasificación general \| \| Ciclista \| Ciclista \| Equipo \| Tiempo \| \| \| --------------------- \| --------------------- \| --------------------- \| --------------------- \| --------------------- \| \| 1.º \| Michał Kwiatkowski \| Etixx-Quick Step \| 23 h 56 min 20 s \| \| \| 2.º \| Richie Porte \| Team Sky \| + 1 s \| \| \| 3.º \| Geraint Thomas \| Team Sky \| + 3 s \| \| \| 4.º \| Tejay van Garderen \| BMC Racing Team \| + 27 s \| \| \| 5.º \| Jakob Fuglsang \| Astana \| + 32 s \| \| \| 6.º \| Tony Gallopin \| Lotto-Soudal \| + 38 s \| \| \| 7.º \| Rui Alberto Costa \| Lampre-Merida \| + 41 s \| \| \| 8.º \| Gorka Izagirre \| Movistar Team \| + 44 s \| \| \| 9.º \| Tiago Machado \| Katusha \| + 50 s \| \| \| 10.º \| Rafa Valls \| Lampre-Merida \| + 51 s \| \| |                    |                  |                  |
| |                    |                  |                  |
| |                    |                  |                  |
| Clasificación general |                    |                  |                  |
| Ciclista | Ciclista           | Equipo           | Tiempo           |
| 1.º | Michał Kwiatkowski | Etixx-Quick Step | 23 h 56 min 20 s |
| 2.º | Richie Porte       | Team Sky         | + 1 s            |
| 3.º | Geraint Thomas     | Team Sky         | + 3 s            |
| 4.º | Tejay van Garderen | BMC Racing Team  | + 27 s           |
| 5.º | Jakob Fuglsang     | Astana           | + 32 s           |
| 6.º | Tony Gallopin      | Lotto-Soudal     | + 38 s           |
| 7.º | Rui Alberto Costa  | Lampre-Merida    | + 41 s           |
| 8.º | Gorka Izagirre     | Movistar Team    | + 44 s           |
| 9.º | Tiago Machado      | Katusha          | + 50 s           |
| 10.º | Rafa Valls         | Lampre-Merida    | + 51 s           |

### Etapa 6
| Vence - Niza | etapa de media montaña | (184,5 km) |

| \| Clasificación de la etapa \| Clasificación de la etapa \| Clasificación de la etapa \| Clasificación de la etapa \| Clasificación de la etapa \| \| Ciclista \| Ciclista \| Equipo \| Tiempo \| \| \| ------------------------- \| ------------------------- \| -------------------------- \| ------------------------- \| ------------------------- \| \| 1.º \| Tony Gallopin \| Lotto-Soudal \| 4 h 52 min 57 s \| \| \| 2.º \| Simon Špilak \| Katusha \| + 32 s \| \| \| 3.º \| Rui Alberto Costa \| Lampre-Merida \| + 32 s \| \| \| 4.º \| Jakob Fuglsang \| Astana \| + 32 s \| \| \| 5.º \| Rafa Valls \| Lampre-Merida \| + 35 s \| \| \| 6.º \| Michael Valgren \| Tinkoff-Saxo \| + 1 min 00 s \| \| \| 7.º \| Tim Wellens \| Lotto-Soudal \| + 1 min 00 s \| \| \| 8.º \| Sylvain Chavanel \| IAM Cycling \| + 1 min 00 s \| \| \| 9.º \| Arthur Vichot \| FDJ \| + 1 min 00 s \| \| \| 10.º \| Nicolas Edet \| Cofidis, Solutions Crédits \| + 1 min 00 s \| \| |                   |                            |                 |
| |                   |                            |                 |
| |                   |                            |                 |
| Clasificación de la etapa |                   |                            |                 |
| Ciclista | Ciclista          | Equipo                     | Tiempo          |
| 1.º | Tony Gallopin     | Lotto-Soudal               | 4 h 52 min 57 s |
| 2.º | Simon Špilak      | Katusha                    | + 32 s          |
| 3.º | Rui Alberto Costa | Lampre-Merida              | + 32 s          |
| 4.º | Jakob Fuglsang    | Astana                     | + 32 s          |
| 5.º | Rafa Valls        | Lampre-Merida              | + 35 s          |
| 6.º | Michael Valgren   | Tinkoff-Saxo               | + 1 min 00 s    |
| 7.º | Tim Wellens       | Lotto-Soudal               | + 1 min 00 s    |
| 8.º | Sylvain Chavanel  | IAM Cycling                | + 1 min 00 s    |
| 9.º | Arthur Vichot     | FDJ                        | + 1 min 00 s    |
| 10.º | Nicolas Edet      | Cofidis, Solutions Crédits | + 1 min 00 s    |

| \| Clasificación general \| Clasificación general \| Clasificación general \| Clasificación general \| Clasificación general \| \| Ciclista \| Ciclista \| Equipo \| Tiempo \| \| \| --------------------- \| --------------------- \| --------------------- \| --------------------- \| --------------------- \| \| 1.º \| Tony Gallopin \| Lotto-Soudal \| 28 h 49 min 42 s \| \| \| 2.º \| Richie Porte \| Team Sky \| + 36 s \| \| \| 3.º \| Michał Kwiatkowski \| Etixx-Quick Step \| + 37 s \| \| \| 4.º \| Geraint Thomas \| Team Sky \| + 38 s \| \| \| 5.º \| Jakob Fuglsang \| Astana \| + 38 s \| \| \| 6.º \| Rui Alberto Costa \| Lampre-Merida \| + 42 s \| \| \| 7.º \| Simon Špilak \| Katusha \| + 53 s \| \| \| 8.º \| Rafa Valls \| Lampre-Merida \| + 1 min 01 s \| \| \| 9.º \| Gorka Izagirre \| Movistar Team \| + 1 min 19 s \| \| \| 10.º \| Tim Wellens \| Lotto-Soudal \| + 2 min 00 s \| \| |                    |                  |                  |
| |                    |                  |                  |
| |                    |                  |                  |
| Clasificación general |                    |                  |                  |
| Ciclista | Ciclista           | Equipo           | Tiempo           |
| 1.º | Tony Gallopin      | Lotto-Soudal     | 28 h 49 min 42 s |
| 2.º | Richie Porte       | Team Sky         | + 36 s           |
| 3.º | Michał Kwiatkowski | Etixx-Quick Step | + 37 s           |
| 4.º | Geraint Thomas     | Team Sky         | + 38 s           |
| 5.º | Jakob Fuglsang     | Astana           | + 38 s           |
| 6.º | Rui Alberto Costa  | Lampre-Merida    | + 42 s           |
| 7.º | Simon Špilak       | Katusha          | + 53 s           |
| 8.º | Rafa Valls         | Lampre-Merida    | + 1 min 01 s     |
| 9.º | Gorka Izagirre     | Movistar Team    | + 1 min 19 s     |
| 10.º | Tim Wellens        | Lotto-Soudal     | + 2 min 00 s     |

### Etapa 7
| Niza - Col d'Èze | contrarreloj individual | (9,5 km) |

| \| Clasificación de la etapa \| Clasificación de la etapa \| Clasificación de la etapa \| Clasificación de la etapa \| Clasificación de la etapa \| \| Ciclista \| Ciclista \| Equipo \| Tiempo \| \| \| ------------------------- \| ------------------------- \| ------------------------- \| ------------------------- \| ------------------------- \| \| 1.º \| Richie Porte \| Team Sky \| 20 min 23 s \| \| \| 2.º \| Simon Špilak \| Katusha \| + 13 s \| \| \| 3.º \| Rui Alberto Costa \| Lampre-Merida \| + 24 s \| \| \| 4.º \| Tony Martin \| Etixx-Quick Step \| + 29 s \| \| \| 5.º \| Michał Kwiatkowski \| Etixx-Quick Step \| + 29 s \| \| \| 6.º \| Andrew Talansky \| Cannondale-Garmin \| + 37 s \| \| \| 7.º \| Geraint Thomas \| Team Sky \| + 39 s \| \| \| 8.º \| Ion Izagirre \| Movistar Team \| + 50 s \| \| \| 9.º \| Tim Wellens \| Lotto-Soudal \| + 54 s \| \| \| 10.º \| Gorka Izagirre \| Movistar Team \| + 55 s \| \| |                    |                   |             |
| |                    |                   |             |
| |                    |                   |             |
| Clasificación de la etapa |                    |                   |             |
| Ciclista | Ciclista           | Equipo            | Tiempo      |
| 1.º | Richie Porte       | Team Sky          | 20 min 23 s |
| 2.º | Simon Špilak       | Katusha           | + 13 s      |
| 3.º | Rui Alberto Costa  | Lampre-Merida     | + 24 s      |
| 4.º | Tony Martin        | Etixx-Quick Step  | + 29 s      |
| 5.º | Michał Kwiatkowski | Etixx-Quick Step  | + 29 s      |
| 6.º | Andrew Talansky    | Cannondale-Garmin | + 37 s      |
| 7.º | Geraint Thomas     | Team Sky          | + 39 s      |
| 8.º | Ion Izagirre       | Movistar Team     | + 50 s      |
| 9.º | Tim Wellens        | Lotto-Soudal      | + 54 s      |
| 10.º | Gorka Izagirre     | Movistar Team     | + 55 s      |

## Clasificaciones finales

### Clasificación general
| \| Clasificación general \| Clasificación general \| Clasificación general \| Clasificación general \| Clasificación general \| \| Ciclista \| Ciclista \| Equipo \| Tiempo \| \| \| --------------------- \| --------------------- \| --------------------- \| --------------------- \| --------------------- \| \| 1.º \| Richie Porte \| Team Sky \| 29 h 10 min 41 s \| \| \| 2.º \| Michał Kwiatkowski \| Etixx-Quick Step \| + 30 s \| \| \| 3.º \| Simon Špilak \| Katusha \| + 30 s \| \| \| 4.º \| Rui Alberto Costa \| Lampre-Merida \| + 30 s \| \| \| 5.º \| Geraint Thomas \| Team Sky \| + 41 s \| \| \| 6.º \| Tony Gallopin \| Lotto-Soudal \| + 1 min 03 s \| \| \| 7.º \| Jakob Fuglsang \| Astana \| + 1 min 05 s \| \| \| 8.º \| Rafa Valls \| Lampre-Merida \| + 1 min 24 s \| \| \| 9.º \| Gorka Izagirre \| Movistar Team \| + 1 min 38 s \| \| \| 10.º \| Tim Wellens \| Lotto-Soudal \| + 2 min 18 s \| \| |                    |                  |                  |
| |                    |                  |                  |
| Fuente: ProCyclingStats |                    |                  |                  |
| Clasificación general |                    |                  |                  |
| Ciclista | Ciclista           | Equipo           | Tiempo           |
| 1.º | Richie Porte       | Team Sky         | 29 h 10 min 41 s |
| 2.º | Michał Kwiatkowski | Etixx-Quick Step | + 30 s           |
| 3.º | Simon Špilak       | Katusha          | + 30 s           |
| 4.º | Rui Alberto Costa  | Lampre-Merida    | + 30 s           |
| 5.º | Geraint Thomas     | Team Sky         | + 41 s           |
| 6.º | Tony Gallopin      | Lotto-Soudal     | + 1 min 03 s     |
| 7.º | Jakob Fuglsang     | Astana           | + 1 min 05 s     |
| 8.º | Rafa Valls         | Lampre-Merida    | + 1 min 24 s     |
| 9.º | Gorka Izagirre     | Movistar Team    | + 1 min 38 s     |
| 10.º | Tim Wellens        | Lotto-Soudal     | + 2 min 18 s     |

### Clasificación por puntos
| Clasificación por puntos | Clasificación por puntos | Clasificación por puntos | Clasificación por puntos | Clasificación por puntos |
| Ciclista                 | Ciclista                 | Equipo                   | Puntos                   |                          |
| ------------------------ | ------------------------ | ------------------------ | ------------------------ | ------------------------ |
| 1.º                      | Michael Matthews         | Orica-GreenEDGE          | 38 pts                   |                          |
| 2.º                      | Alexander Kristoff       | Katusha                  | 32 pts                   |                          |
| 3.º                      | Richie Porte             | Team Sky                 | 30 pts                   |                          |
| 4.º                      | Michał Kwiatkowski       | Etixx-Quick Step         | 30 pts                   |                          |
| 5.º                      | Simon Špilak             | Katusha                  | 25 pts                   |                          |
| 6.º                      | Rui Alberto Costa        | Lampre-Merida            | 25 pts                   |                          |
| 7.º                      | José Joaquín Rojas       | Movistar Team            | 23 pts                   |                          |
| 8.º                      | Tony Gallopin            | Lotto-Soudal             | 22 pts                   |                          |
| 9.º                      | Geraint Thomas           | Team Sky                 | 18 pts                   |                          |
| 10.º                     | John Degenkolb           | Giant-Alpecin            | 18 pts                   |                          |

### Clasificación de la montaña
| Clasificación de la montaña | Clasificación de la montaña | Clasificación de la montaña | Clasificación de la montaña | Clasificación de la montaña |
| Ciclista                    | Ciclista                    | Equipo                      | Puntos                      |                             |
| --------------------------- | --------------------------- | --------------------------- | --------------------------- | --------------------------- |
| 1.º                         | Thomas de Gendt             | Lotto-Soudal                | 78 pts                      |                             |
| 2.º                         | Richie Porte                | Team Sky                    | 26 pts                      |                             |
| 3.º                         | Philippe Gilbert            | BMC Racing Team             | 21 pts                      |                             |
| 4.º                         | Chris Anker Sørensen        | Tinkoff-Saxo                | 21 pts                      |                             |
| 5.º                         | Lars Boom                   | Astana                      | 20 pts                      |                             |
| 6.º                         | Andrew Talansky             | Cannondale-Garmin           | 16 pts                      |                             |
| 7.º                         | Geraint Thomas              | Team Sky                    | 13 pts                      |                             |
| 8.º                         | Jakob Fuglsang              | Astana                      | 12 pts                      |                             |
| 9.º                         | Dylan van Baarle            | Cannondale-Garmin           | 12 pts                      |                             |
| 10.º                        | Tony Gallopin               | Lotto-Soudal                | 11 pts                      |                             |

### Clasificación de los jóvenes
| Clasificación del mejor joven | Clasificación del mejor joven | Clasificación del mejor joven | Clasificación del mejor joven | Clasificación del mejor joven |
| Ciclista                      | Ciclista                      | Equipo                        | Tiempo                        |                               |
| ----------------------------- | ----------------------------- | ----------------------------- | ----------------------------- | ----------------------------- |
| 1.º                           | Michał Kwiatkowski            | Etixx-Quick Step              | 29 h 11 min 11 s              |                               |
| 2.º                           | Tim Wellens                   | Lotto-Soudal                  | + 1 min 48 s                  |                               |
| 3.º                           | Romain Bardet                 | AG2R La Mondiale              | + 3 min 32 s                  |                               |
| 4.º                           | Wilco Kelderman               | LottoNL-Jumbo                 | + 4 min 51 s                  |                               |
| 5.º                           | Bob Jungels                   | Trek Factory Racing           | + 13 min 42 s                 |                               |
| 6.º                           | Simon Yates                   | Orica-GreenEDGE               | + 18 min 33 s                 |                               |
| 7.º                           | Serguéi Chernetski            | Katusha                       | + 22 min 54 s                 |                               |
| 8.º                           | Fabio Aru                     | Astana                        | + 24 min 18 s                 |                               |
| 9.º                           | Eduardo Sepúlveda             | Bretagne-Séché Environnement  | + 24 min 22 s                 |                               |
| 10.º                          | Georg Preidler                | Giant-Alpecin                 | + 25 min 16 s                 |                               |

### Clasificación por equipos
| Clasificación por equipos | Clasificación por equipos | Clasificación por equipos | Clasificación por equipos |
| Equipo                    | Equipo                    | Tiempo                    |                           |
| ------------------------- | ------------------------- | ------------------------- | ------------------------- |
| 1.º                       | Sky                       | 87 h 41 min 05 s          |                           |
| 2.º                       | Movistar Team             | + 6 min 35 s              |                           |
| 3.º                       | Etixx-Quick Step          | + 8 min 57 s              |                           |
| 4.º                       | AG2R La Mondiale          | + 14 min 10 s             |                           |
| 5.º                       | Lampre-Merida             | + 16 min 19 s             |                           |
| 6.º                       | Astana                    | + 25 min 30 s             |                           |
| 7.º                       | Katusha                   | + 26 min 07 s             |                           |
| 8.º                       | BMC Racing Team           | + 27 min 04 s             |                           |
| 9.º                       | Lotto-Soudal              | + 29 min 04 s             |                           |
| 10.º                      | Lotto NL-Jumbo            | + 33 min 37 s             |                           |

## Evolución de las clasificaciones
| Etapa (Vencedor)                   | Clasificación general | Clasificación por puntos | Clasificación de la montaña | Clasificación de los jóvenes | Clasificación por equipos |
| ---------------------------------- | --------------------- | ------------------------ | --------------------------- | ---------------------------- | ------------------------- |
| Prólogo (CRI) (Michał Kwiatkowski) | Michał Kwiatkowski    | Michał Kwiatkowski       | no se entregó               | Michał Kwiatkowski           | BMC Racing                |
| 1.ª etapa (Alexander Kristoff)     | Michał Kwiatkowski    | Michał Kwiatkowski       | Jonathan Hivert             | Michał Kwiatkowski           | BMC Racing                |
| 2.ª etapa (André Greipel)          | Michał Kwiatkowski    | Alexander Kristoff       | Jonathan Hivert             | Michał Kwiatkowski           | BMC Racing                |
| 3.ª etapa (Michael Matthews)       | Michael Matthews      | Michael Matthews         | Philippe Gilbert            | Michael Matthews             | BMC Racing                |
| 4.ª etapa (Richie Porte)           | Michał Kwiatkowski    | Michael Matthews         | Thomas de Gendt             | Michał Kwiatkowski           | Astana                    |
| 5.ª etapa (Davide Cimolai)         | Michał Kwiatkowski    | Michael Matthews         | Thomas de Gendt             | Michał Kwiatkowski           | Astana                    |
| 6.ª etapa (Tony Gallopin)          | Tony Gallopin         | Michael Matthews         | Thomas de Gendt             | Michał Kwiatkowski           | Sky                       |
| 7.ª etapa (CRI) (Richie Porte)     | Richie Porte          | Michael Matthews         | Thomas de Gendt             | Michał Kwiatkowski           | Sky                       |
| Final                              | Richie Porte          | Michael Matthews         | Thomas de Gendt             | Michał Kwiatkowski           | Sky                       |

## UCI World Tour
La París-Niza otorga puntos para el UCI WorldTour 2015, solamente para corredores de equipos UCI ProTeam. Las siguientes tablas son el baremo de puntuación y los corredores que obtuvieron puntos:
| Posición              | 1º  | 2º | 3º | 4º | 5º | 6º | 7º | 8º | 9º | 10º |
| Clasificación general | 100 | 80 | 70 | 60 | 50 | 40 | 30 | 20 | 10 | 4   |
| Por etapa             | 6   | 4  | 2  | 1  | 1  |    |    |    |    |     |

| Ciclista           | Equipo           | General | Etapa | Total |
| ------------------ | ---------------- | ------- | ----- | ----- |
| Richie Porte       | Sky              | 100     | 12    | 112   |
| Michał Kwiatkowski | Etixx-Quick Step | 80      | 9     | 89    |
| Simon Špilak       | Katusha          | 70      | 8     | 78    |
| Rui Costa          | Lampre-Merida    | 60      | 4     | 64    |
| Geraint Thomas     | Sky              | 50      | 4     | 54    |
| Tony Gallopin      | Lotto-Soudal     | 40      | 6     | 46    |
| Jakob Fuglsang     | Astana           | 30      | 2     | 32    |
| Rafael Valls       | Lampre-Merida    | 20      | 1     | 21    |
| Gorka Izagirre     | Movistar         | 10      | -     | 10    |
| Davide Cimolai     | Lampre-Merida    | -       | 10    | 10    |

| Resto de corredores | Resto de corredores        | Resto de corredores | Resto de corredores | Resto de corredores |
| Ciclista            | Equipo                     | General             | Etapa               | Total               |
| ------------------- | -------------------------- | ------------------- | ------------------- | ------------------- |
| Michael Matthews    | Orica GreenEDGE            | -                   | 9                   | 9                   |
| Alexander Kristoff  | Astana                     | -                   | 7                   | 7                   |
| André Greipel       | Lotto-Soudal               | -                   | 6                   | 6                   |
| Tim Wellens         | Lotto-Soudal               | 4                   | -                   | 4                   |
| Rohan Dennis        | BMC Racing                 | -                   | 4                   | 4                   |
| Arnaud Démare       | FDJ                        | -                   | 4                   | 4                   |
| Giacomo Nizzolo     | Trek Factory               | -                   | 3                   | 3                   |
| José Joaquín Rojas  | Movistar                   | -                   | 3                   | 3                   |
| Tony Martin         | Etixx-Quick Step           | -                   | 3                   | 3                   |
| Bryan Coquard       | Europcar                   | -                   | 2                   | 2                   |
| John Degenkolb      | Giant-Alpecin              | -                   | 2                   | 2                   |
| Luis León Sánchez   | Astana                     | -                   | 1                   | 1                   |
| Lars Boom           | Astana                     | -                   | 1                   | 1                   |
| Heinrich Haussler   | IAM                        | -                   | 1                   | 1                   |
| Tejay van Garderen  | BMC Racing                 | -                   | 1                   | 1                   |
| Nacer Bouhanni      | Cofidis, Solutions Crédits | -                   | 1                   | 1                   |